# Szilágyi János (lelkész)
Szilágyi János (1796 − Hadháza, 1838. május 23.) református lelkész, író, matematikai cikkek szerzője, Szilágyi Dániel apja.

## Életpályája
Több nyelven beszélő, nagy tudású ember volt. Több cikket írt a Tudományos Gyűjteménybe (1834−1838), egyházi beszédeket pedig az Erdélyi Prédikátori Tárba (Kolozsvár IV., VIII. 1835, 1837).
1826-ban házasságot kötött Váradi Klárával, a nánási prédikátor lányával. Hét gyerekük született, de négy korán meghalt. Amikor Szilágyi János életének 42. évében elhunyt, három árva maradt utána, köztük az akkor 8 éves Dániel, aki később ismert orientológus lett.
Négy matematikai dolgozata jelent meg a Tudományos Gyűjteményben. Egy a tökéletes számokról, három pedig kombinatorikai (öszvekötő analysis) témákról. A permutációra a változtatás, a kombinációra az öszvekötés, míg a variációra a másítás kifejezéseket használta.

### Cikkei
- A' tökélletes Számokról, Tudományos Gyűjtemény, 18, 4 (1834) 5−33.
- Az öszvekötő Analysis Elemei, Tudományos Gyűjtemény, 20, 4 (1836) 72−102.
- Az öszvekötő Analysis Elemei II-dik szakasz, Tudományos Gyűjtemény, 20, 10 (1836) 3−39.
- Az öszvekötő Analysis Elemei III-dik szakasz, Tudományos Gyűjtemény, 22, 1 (1838) 57−102.

(A cikkek online elérése.)